# Coedo (Allariz)
Coedo (llamada oficialmente Santiago de Coedo) es una parroquia y un lugar español del municipio de Allariz, en la provincia de Orense, Galicia.

## Organización territorial
La parroquia está formada por cuatro entidades de población, constando dos de ellas en el nomenclátor del Instituto Nacional de Estadística español:
- Coedo
- Novás
- Pegas do Cotorro
- A Quinta

## Demografía

### Parroquia
| Gráfica de evolución demográfica de Coedo (parroquia) entre 2000 y 2021 |
|                                                                         |
| Datos según el nomenclátor publicado por el INE.                        |

### Lugar
| Gráfica de evolución demográfica de Coedo (lugar) entre 2000 y 2021 |
|                                                                     |
| Datos según el nomenclátor publicado por el INE.                    |